# Ammotrechula pilosa
Ammotrechula pilosa är en spindeldjursart som beskrevs av Muma 1951. Ammotrechula pilosa ingår i släktet Ammotrechula och familjen Ammotrechidae. Inga underarter finns listade i Catalogue of Life.